# Grão-mestres dos Cavaleiros Templários
Cada homem que ocupou o cargo de grão-mestres dos Templários, foi o comandante supremo dos Pobres Soldados de Cristo e do Templo de Salomão (também conhecido como os Cavaleiros Templários), iniciado por Hugo de Payens, como fundador, em 1118. Enquanto muitos grão-mestres optaram por manter a posição para a vida, a abdicação não era desconhecida. Alguns grão-mestres, escolheram por deixar a vida nos mosteiros ou diplomacia. Os grão-mestres muitas vezes, levaram os seus Cavaleiros na linha da frente da batalha e os  inúmeros perigos profissionais de batalha, fizeram de seu exercício do cargo a curto prazo.
Cada país tinha o seu próprio Mestre, e os Mestres comunicantes do Grão-Mestre. Ele supervisionaram todas as operações da Ordem, incluindo as operações militares na Terra Santa e da Europa Oriental, e as transações financeiras e de negócios em infra-estrutura da Ordem da Europa ocidental. O Grão-Mestre controlava as acções da ordem, mas ele era esperado para agir da mesma forma que o resto dos Cavaleiros. Mais tarde, o Papa emitiu a Bula Papal em nome dos Templários, o Grão-Mestre foi obrigado a responder apenas a Roma.

## Lista de grandes-mestres
| 1.  |  | Hugo de Payens                | 1118-1136           |
| 2.  |  | Roberto de Craon              | 1136-1147           |
| 3.  |  | Everard des Barres            | 1147-1149           |
| 4.  |  | Bernardo de Tremelay †        | 1149-1153           |
| 5.  |  | André de Montbard             | 1153-1156           |
| 6.  |  | Bertrando de Blanchefort      | 1156-1169           |
| 7.  |  | Filipe de Milly               | 1169-1171           |
| 8.  |  | Odo de Saint Amand (PDG)      | 1171-1179           |
| 9.  |  | Arnaldo de Torroja            | 1181-1184           |
| 10. |  | Geraldo de Ridefort †         | 1185-1189           |
| 11. |  | Roberto de Sablé              | 1191-1193           |
| 12. |  | Gilberto Horal                | 1193-1200           |
| 13. |  | Felipe de Plessis             | 1201-1208           |
| 14. |  | Guilherme de Chartres         | 1209-1219           |
| 15. |  | Pedro de Montaigu             | 1218-1232           |
| 16. |  | Armando de Périgord (PDG)     | 1232-1244           |
| 17. |  | Ricardo de Bures (Contestado) | 1244/5-1247         |
| 18. |  | Guilherme de Sonnac †         | 1247-1250           |
| 19. |  | Reinaldo de Vichiers          | 1250-1256           |
| 20. |  | Thomas Berard                 | 1256 (desaparecido) |
| 21. |  | Guilherme de Beaujeu †        | 1273-1291           |
| 22. |  | Teobaldo Galdino              | 1291-1292           |
| 23. |  | Jacques de Molay              | 1292-1314           |